# Laccophilus schwarzi
Laccophilus schwarzi är en skalbaggsart som beskrevs av Henry Clinton Fall 1917. Laccophilus schwarzi ingår i släktet Laccophilus och familjen dykare. Inga underarter finns listade i Catalogue of Life.